# Georg Büchner
Karl Georg Büchner (ur. 17 października 1813 w Goddelau pod Darmstadt w Wielkim Księstwie Hesji, zm. 19 lutego 1837 w Zurychu) – niemiecki rewolucjonista, pisarz i przyrodnik.

## Życiorys
Georg Büchner urodził się jako syn lekarza Ernsta Karla Büchnera i jego żony Louise Caroline Büchner. Był pierwszy z szóstki dzieci. Jego rodzeństwo to:
- Mathilde Büchner (1815–1888)
- Wilhelm Ludwig Büchner (1816–1892), fabrykant i polityk
- Luise Büchner (1821–1877), pisarka
- Ludwig Büchner (1824–1899), filozof i pisarz
- Alexander Büchner (1827–1904), historyk literatury

W 1821 ośmioletni Georg zaczął naukę u swojej matki. Uczyła go ona czytać, pisać i liczyć, przybliżyła mu Biblię oraz uczyła wielu pieśni ludowych, które odgrywały później ważną rolę w jego twórczości. U swojej matki poznał Büchner również dzieła Schillera, z którego światopoglądem polemizował później w swoich pracach.
Ze swoim ojcem nie miał zbyt dobrych relacji. Ernst Büchner był wielkim zwolennikiem Napoleona, ponieważ ten tłumił działania rewolucyjne. Był on również bardzo srogi dla swoich dzieci.
Pomimo że na świadectwie ukończenia gimnazjum otrzymał Georg bardzo dobre wyniki z łaciny oraz greki, nie interesował się on szczególnie tymi starożytnymi językami. Dużo bardziej cenił on nauki ścisłe (z wyłączeniem matematyki), które w tym czasie były w szkołach bardzo zaniedbane. Najbardziej interesowała go historia, szczególnie historia rewolucji francuskiej, którą później poniekąd opisał w Śmierci Dantona. 
Studiował medycynę w Strasburgu oraz w Gießen. Wraz z byłymi kolegami szkolnymi z Darmstadt, którzy podobnie jak on studiowali w Gießen, założył „Towarzystwo Praw Człowieka“.
W lipcu 1834 wraz z Friedrichem Ludwigiem Weidigiem wydał ulotkę Der Hessische Landbote, w której pod hasłem "Friede den Hütten! Krieg den Palästen!" ("Pokój chatom! Wojna pałacom!") nawoływał ludność Hesji do rewolucji przeciwko ciemiężycielom. W sierpniu zatrzymano Karla Minnigerodego, jednego z dysydentów. 4 sierpnia Georg Büchner przesłuchiwany był przez sędziego akademickiego. Nie został jednak zatrzymany. 
W 1835 w ciągu zaledwie pięciu tygodni stworzył dramat Śmierć Dantona, a następnie przesłał go Karlowi Gutzkowowi z prośbą o szybkie opublikowanie. Potrzebował pieniędzy, gdyż planował ucieczkę. Po tym gdy Büchner nie stawił się na żądanie sędziego śledczego, wydano nakaz jego aresztowania. 9 sierpnia udało mu się zbiec do Strasburga. 
Następnie zamieszkał w Zurychu, ukończył studia, uzyskał tytuł doktora i stanowisko docenta na Uniwersytecie Zuryskim. W lutym 1837 zachorował na tyfus i po dwóch tygodniach zmarł. Jego grób znajduje się przy górnej stacji linowo-terenowej Kolei Rigiblick.

## Wybrane dzieła
- Śmierć Dantona, 1835 (dramat)
- Lenz, 1835 (nowela)
- Leonce i Lena, 1836 (komedia)
- Woyzeck, 1837 (fragment)
- Pietro Aretino (dramat o Pietro Aretino, zagubiony).
- Lucretia Borgia, 1835 (przekład dramatu Victora Hugo)
- Maria Tudor, 1835 (przekład dramatu Victora Hugo)